# Pápa
Pápa (Pronunciación en húngaro, [ˈpaːpɒ]; en alemán, Poppa; en latín, Papa) es una ciudad histórica húngara ubicada en el condado de Veszprém, cerca del extremo norte de los montes Bakony, en la pequeña llanura húngara. Es el segundo asentamiento más grande del condado de Veszprém, el centro del distrito de Pápa. 
Pápa es famosa por sus innumerables iglesias, el castillo de Esterházy, la arquitectura barroca y el colegio reformado de Pápa. Con una población de 30 000 habitantes, es el centro cultural, económico y turístico de la zona. Se encuentra a 42 km al sur de Győr, a 95 km al sureste de Bratislava (Eslovaquia) y a 40 km al noroeste de Veszprém. 
Pápa es el centro de la Iglesia reformada en Transdanubia, como sugieren muchos sitios patrimoniales y museos de la iglesia. Debido a la cantidad de edificios patrimoniales, el centro de la ciudad ahora está protegido. Asimismo, tiene un gran centro histórico con casas antiguas restauradas, cafés y museos, incluido el Kékfestő Múzeum, que se estableció a partir de una antigua fábrica donde se producían ropa y otros textiles teñidos de azul índigo utilizando un método único. 
La ciudad también es famosa por sus baños termales, especialmente un complejo de natación de nueva construcción, el palacio de la familia Esterházy, su gran iglesia católica romana y la escuela secundaria reformada. También cuenta con un gran parque cerca del centro de la ciudad. Su importancia y desarrollo queda demostrado por el hecho de que recibió privilegios civiles en el siglo XIV. También fue el principal centro comercial de vinos de la región vinícola de Somló y la capital administrativa regional entre 1945 y 1983. En Pápa nació el ex primer ministro de Hungría, Ferenc Gyurcsány. 
Cerca de la ciudad se encuentra la base aérea de Pápa, que desde 2009 alberga, entre otros, los Boeing C-17 Globemaster del ala de transporte aéreo pesado de la Organización del Tratado del Atlántico Norte (OTAN). 

## Historia
La primera mención escrita de Pápa data del año 1061 y originalmente fue fundada en el lugar de once pueblos. En 1475 llegaron a la ciudad los franciscanos y luego, en 1638, los paulinos.  
Los otomanos habría ocupado la mayor parte de la Europa central, la región al norte del lago Balatón permaneció dentro del Reino de Hungría. Hasta 1918, Pápa formó parte de la monarquía austríaca, en 1850 en la provincia de Hungría; tras el compromiso de 1867, en Transleitania, en el Reino de Hungría. 
La mayoría de los residentes son descendientes de colonos alemanes que llegaron a la ciudad en el siglo XVIII. 

#### Cementerio de la cultura de La Tène
En el distrito de Borsosgyőr, un antiguo pueblo independiente, en 1965 se descubrieron tumbas celtas en el arenal de Malomút. El museo local de Pápa llevó a cabo excavaciones de rescate y descubrió que las tumbas ya estaban gravemente dañadas por la extracción de arena y los cultivos frutales anteriores. De las dieciocho tumbas que aún se encontraron, algunas ya habían sido robadas en ese momento. La orientación de la mayoría de las tumbas fue en dirección sur-norte, seis de las cuales estaban en dirección noreste-suroeste. El período de ocupación se ha fechado desde finales de La Tène hasta La Tène media. Particularmente notable fue la décima octava tumba (de guerrero), en la que se encontraron como ajuar funerario una punta de lanza de hierro, una espada de hierro con vaina, un escudo, un gancho de cinturón de hierro, así como vasijas de cerámica y alimentos. Esta tumba podría fecharse a finales del siglo IV a. C. hasta principios del siglo III a. C.

### Judíos en Hungría
A los judíos se les permitió establecerse en 1748, lo que ayudó a Pápa a convertirse en un centro comercial regional. En el siglo XIX se convirtió en la tercera comunidad judía más importante de Hungría y en 1846 se construyó aquí la tercera sinagoga más grande.
Las leyes antisemitas de 1938-1939 causaron grandes dificultades en la comunidad y, a partir de 1940, los jóvenes judíos fueron enviados a batallones de trabajos forzados, al principio dentro de Hungría, pero luego al frente oriental (1942). La población judía en Pápa aumentó de 452 en 1787 a 2 645 en 1840 (19,6 % de la población total) y 3 550 en 1880 (24,2 %). Después de principios del siglo XX, comenzó un declive gradual. Había 3 076 judíos en 1910 (15,3 %), 2 991 en 1920, 2 613 en 1941 (11 %) y 2 565 en 1944.
Tras la ocupación alemana el 19 de marzo de 1944, los judíos fueron confinados en un gueto el 24 de mayo y de allí trasladados a un campo de concentración que se instaló en una fábrica de la localidad. Los días 4 y 5 de julio, 2 565 judíos de la ciudad más trescientos de los alrededores fueron deportados al campo de concentración de Auschwitz, del que regresaron menos del 10 %. En 1946 había cuatrocientos setenta judíos en la ciudad (2 % de la población) y en 1970 el número había caído a cuarenta. No quedan judíos en Pápa. El último rabino de la comunidad antes de la Segunda Guerra Mundial, el rabino Yosef Greenwald, estableció la comunidad de Pupa en los Estados Unidos, y actualmente existe como una corte jasídica.
En 1844, la comunidad judía local de Pápa comenzó a construir una sinagoga en el barrio predominantemente judío de la ciudad. Para continuar las buenas relaciones de su familia con la comunidad judía local, el conde Paul Esterházy de Galanta donó cien mil ladrillos para ayudar en la construcción de la sinagoga. La construcción de la nueva sinagoga se completó en 1846, y su servicio de inauguración fue oficiado por el rabino Leopold Löw (al rabino se le atribuye haber sido el primero en introducir el idioma húngaro en sus servicios). El edificio fue destrozado por los nazis.

## Principales edificios históricos
Pápa ganó la medalla en memoria de János Hild en 1989 por sus trabajos de restauración que crearon un hermoso paisaje urbano en la ciudad. Después de la Reforma, se iniciaron nuevas tradiciones eclesiásticas y educativas. Se construyó una nueva escuela primaria, el Colegio Reformado reanudó sus actividades y se reanudó la educación superior.

### Castillo de Esterházy
El castillo de Esterházy se remonta a un complejo de castillos que el palatino Nikolaus Garai mandó construir entre 1408 y 1432. En 1626 pasó a manos de Nicolás de Esterházy por herencia. El castillo fue destruido durante la guerra de independencia de Rákóczi. La construcción del nuevo castillo barroco comenzó en 1717, supervisado por el arquitecto Franz Anton Pilgram, se completó en 1743, aunque parcialmente. A finales de la década de 1750, el obispo Karl Esterházy heredó el castillo y lo hizo completar en la forma que ha llegado hasta nuestros días.

### Iglesia católica romana de San Esteban
Entre el castillo y la ciudad, el obispo Karl Esterházy hizo construir entre 1774 y 1786 la gran iglesia católica romana de San Esteban. Los planos de la iglesia de dos torres, ahora un símbolo de la ciudad, fueron diseñados por Jakab Fellner y los frescos del techo fueron diseñados por Franz Anton Maulbertsch. Frente al portal de la iglesia se encuentra desde el año 2000 una estatua de Karl Esterházy, obra de László Marton.

### Iglesia blanca
La llamada iglesia blanca fue construida por los paulinos en 1744 y posteriormente fue utilizada por los benedictinos. Su valioso mobiliario está decorado con tallas de madera únicas. En su atrio se encuentra el llamado Cristo Negro, del siglo XVII.

### Iglesia franciscana
La iglesia franciscana está en la calle Barát, fue construida entre 1678 y 1680. Pápa ha sido el centro de la Iglesia reformada de Transdanubia, cuyo famoso colegio fue fundado en 1531. Su espiritualidad ha tenido un papel importante en la vida de la ciudad desde entonces.

## Clima
El clima de Pápa está clasificado como clima oceánico (Köppen Cfb). La temperatura promedio anual es de 10,8 °C (51,4 °F), el mes más caluroso en julio es de 21,0 °C (69,8 °F) y el mes más frío es de 0,1 °C (32,2 °F) en enero. La precipitación anual es de 597,4 mm, de los cuales junio es el más húmedo con 71,2 mm, mientras que febrero es el más seco con solo 29,4 mm. La temperatura extrema durante todo el año osciló entre -21,7 °C (-7,1 °F) el 12 de enero de 2003 y 39,4 °C (102,9 °F) el 8 de agosto de 2013.

## Ciudades hermanadas
Pápa está hermanada con las siguientes ciudades:
- Kampen, Países Bajos
- Gorlice, Polonia
- Schwetzingen, Alemania
- Casalecchio di Reno, Italia
- Lučenec, Eslovaquia
- Covasna, Rumanía
- Leinefelde, Alemania

## Deporte

### Fútbol
El equipo principal de fútbol de la ciudad es el Lombard-Pápa Termál Futball Club, que juega actualmente en la primera división húngara.

## Personajes ilustres
- Ferenc Gyurcsány, ex primer ministro húngaro;
- Fülöp Ö. Beck (1873-1945), escultor;
- Joseph Breuer, rabino;
- Isaac Breuer, rabino y filósofo judeohúngaro;
- Istvan Markó, químico